# Unsplash
Unsplash – społecznościowa platforma internetowa przeznaczona do udostępniania fotografii.

## Charakterystyka
Serwis stworzył w 2013 roku w Montrealu w Kanadzie Mikael Cho. Początkowo był to profil w serwisie Tumblr. Przez długi czas publikowane przez użytkowników zdjęcia były udostępniane w serwisie na licencji CC0. Obecnie serwis ma własną licencję. Doładowane zdjęcia muszą spełniać warunek 1 MB wielkości. W ciągu tygodnia można dodać 10 zdjęć. To czy zostaną udostępnione w wyszukiwarce serwisu decydują moderatorzy. Zdjęcia wcześniej opublikowane w internecie wymagają potwierdzenia praw autorskich. Zdjęcia, co do których nie ma zastrzeżeń pod względem własności, ale zostały zakwestionowane ze względu na jakość nie są usuwane, jednak nie można ich wyszukać, wyświetlają się jedynie na profilu autora. W marcu 2021 roku serwis został zakupiony przez Getty Images.